# Ochthebius pilosus
Ochthebius pilosus är en skalbaggsart som beskrevs av Joseph Waltl 1835. Ochthebius pilosus ingår i släktet Ochthebius och familjen vattenbrynsbaggar. Inga underarter finns listade i Catalogue of Life.